# Trappeaceae
Trappeaceae är en familj av svampar. Trappeaceae ingår i ordningen Hysterangiales, klassen Agaricomycetes, divisionen basidiesvampar och riket svampar.
|             | Phallogastraceae                                       |
|             |                                                        |
|             | Mesophelliaceae                                        |
|             |                                                        |
|             | Hysterangiaceae                                        |
|             |                                                        |
|             | Gallaceaceae                                           |
|             |                                                        |
| Trappeaceae | \| \| Trappea \| \| \| \| \| \| Phallobata \| \| \| \| |
|             | \| \| Trappea \| \| \| \| \| \| Phallobata \| \| \| \| |
|             | Trappea                                                |
|             |                                                        |
|             | Phallobata                                             |
|             |                                                        |

|  | Trappea    |
|  |            |
|  | Phallobata |
|  |            |